# NGC 2884
NGC 2884 é uma galáxia espiral (S0-a) localizada na direcção da constelação de Hydra. Possui uma declinação de -11° 33' 20" e uma ascensão recta de 9 horas, 26 minutos e 24,5 segundos.
A galáxia NGC 2884 foi descoberta em 27 de Fevereiro de 1865 por Heinrich Louis d'Arrest.